# Dušan Kuciak
Dušan Kuciak (1985. május 21. –) szlovák válogatott labdarúgókapus, a Lechia Gdańsk játékosa.

## Sikerei, díjai
Legia Warszawa
- Lengyel bajnok (2): 2012–13, 2013–14
- Lengyel kupagyőztes (2): 2012, 2015